# Бучкова, Элишка
Элишка Бучкова (род. 23 июля 1989, Годонин, Чехословакия) — победительница конкурса «Мисс Чехия»-2008 в возрасте 19 лет.
Элишка Бучкова представляла Чехию на конкурсе «Мисс Вселенная 2008», который проходил в Nha Trang, Вьетнам 14 июля 2008 года, на котором Элишка стала полуфиналисткой и заняла в итоге 11 место.